# 栗沢スポーツ公園
栗沢スポーツ公園は北海道岩見沢市（旧栗沢町）にある都市公園（総合公園）である。園内には岩見沢市栗沢B&G海洋センターが設置されている。

## 概要
岩見沢市とB&G財団によって設置された施設で構成される。園内施設はスポーツ関連で占められているが、市は運動公園ではなく総合公園と分類している。

### 岩見沢市栗沢B&G海洋センター
アリーナ
第2体育館
ミーティングルーム
プール
25m×6コースプール・10m幼児用プール

### その他
岩見沢市栗沢球場
両翼97m・センター120m・収容人数6,200人
岩見沢市栗沢テニスコート
砂入り人工芝4面
岩見沢市栗沢パークゴルフ場
18ホール・パー66・コース距離817m
栗沢町開基100年記念塔
栗沢町章をモチーフにした高さ26mの展望台

## アクセス
最寄駅は栗沢駅だが距離がある。中央バス長岩線・三川線・岩夕線で「夕陽ヶ台」下車。徒歩数分。